# Gran Premio de Francia de Motociclismo de 1980
El Gran Premio de Francia de Motociclismo de 1980 fue la tercera prueba de la temporada 1980 del Campeonato Mundial de Motociclismo. El Gran Premio se disputó el 25 de mayo de 1980 en el Circuito Paul Ricard.

## Resultados 500cc
En la categoría reina, tuvo una nota negativa por el grave accidente del británico Barry Sheene, resultado del cual tuvo que serle amputado el meñique izquierdo. También sufrió un grave accidente el francés Christian Sarron, que tuvo que perderse el resto de la temporada. 
La pole position fue obtenida por el italiano Marco Lucchinelli, aunque no pudo hacer nada contra el estadounidense Kenny Roberts que sumaba su tercera victoria de la temporada.
| Pos.     | Piloto              | Moto       | Tiempo          | Pts. |
| -------- | ------------------- | ---------- | --------------- | ---- |
| 1        | Kenny Roberts       | Yamaha     | 44'13"980       | 15   |
| 2        | Randy Mamola        | Suzuki     | + 5"380         | 12   |
| 3        | Marco Lucchinelli   | Suzuki     | + 5"790         | 10   |
| 4        | Graziano Rossi      | Suzuki     | + 45"900        | 8    |
| 5        | Graeme Crosby       | Suzuki     | + 53"870        | 6    |
| 6        | Takazumi Katayama   | Suzuki     | + 55"190        | 5    |
| 7        | Michel Rougerie     | Suzuki     | +1'07"860       | 4    |
| 8        | Kork Ballington     | Kawasaki   | +1'10"250       | 3    |
| 9        | Johnny Cecotto      | Yamaha     | +1'12"950       | 2    |
| 10       | Patrick Pons        | Yamaha     | +1'13"500       | 1    |
| 11       | Raymond Roche       | Yamaha     | +1'14"430       |      |
| 12       | Sadao Asami         | Yamaha     | +1'17"280       |      |
| 13       | Carlo Perugini      | Suzuki     | +1'19"020       |      |
| 14       | Seppo Rossi         | Suzuki     | +1'20"580       |      |
| 15       | Bernard Fau         | Suzuki     | +1'26"960       |      |
| 16       | Philippe Coulon     | Suzuki     | +1'34"200       |      |
| 17       | Gianfranco Bonera   | Yamaha     | +1'40"490       |      |
| 18       | Willem Zoet         | Suzuki     | +1'44"020       |      |
| 19       | Boet van Dulmen     | Yamaha     | +2'10"370       |      |
| 20       | Markku Matikainen   | Yamaha     | +2 min 23 s 560 |      |
| 21       | Sergio Pellandini   | Suzuki     | + 1 Vuelta      |      |
| 22       | Michel Frutschi     | Yamaha     | + 1 Vuelta      |      |
| 23       | Maurizio Massimiani | Yamaha     | + 1 Vuelta      |      |
| 24       | Franck Gross        | Suzuki     | + 2 Vueltas     |      |
| 25       | Jack Middelburg     | Suzuki     | + 5 Vueltas     |      |
| Ret      | Hubert Rigal        | Yamaha     | Ret             |      |
| Ret      | Barry Sheene        | Yamaha     | Ret             |      |
| Ret      | Christian Estrosi   | Suzuki     | Ret             |      |
| Ret      | Franco Uncini       | Suzuki     | Ret             |      |
| Ret      | Patrick Fernandez   | Yamaha     | Ret             |      |
| DNQ      | Peter Sjöström      | Suzuki     | DNQ             |      |
| DNQ      | Jon Ekerold         | Yamaha     | DNQ             |      |
| DNQ      | Werner Nenning      | Suzuki     | DNQ             |      |
| DNQ      | Michael Schmid      | Suzuki     | DNQ             |      |
| DNQ      | Richard Schlachter  | Yamaha     | DNQ             |      |
| DNQ      | Dale Singleton      | Yamaha     | DNQ             |      |
| DNQ      | Jeffrey Sayle       | Yamaha     | DNQ             |      |
| DNQ      | Max Wiener          | Suzuki     | DNQ             |      |
| DNQ      | Elmar Renner        | Suzuki     | DNQ             |      |
| DNQ      | Jacques Agopian     | Suzuki     | DNQ             |      |
| DNQ      | Alain Nies          | Suzuki     | DNQ             |      |
| DNQ      | Børge Nielsen       | Suzuki     | DNQ             |      |
| DNQ      | Gianni Rolando      | Suzuki     | DNQ             |      |
| DNQ      | Giovanni Pelletier  | Morbidelli | DNQ             |      |
| Sources: |                     |            |                 |      |

## Resultados 350cc
En 350 cc, gran duelo entre el sudafricano Jon Ekerold y el alemán Anton Mang, que se decidió para el primero cuando le avanzó en la penúltima vuelta. Al final, Mang ni tan siquiera acabó en podio superado por el venezolano Johnny Cecotto y el francés Éric Saul.
| Pos. | Piloto              | Moto             | Tiempo    | Pts. |
| ---- | ------------------- | ---------------- | --------- | ---- |
| 1    | Jon Ekerold         | Bimota-Yamaha    | 43'39"72  | 15   |
| 2    | Johnny Cecotto      | Bimota-Yamaha    | 43'39"90  | 12   |
| 3    | Éric Saul           | Yamaha           | 43'49"84  | 10   |
| 4    | Anton Mang          | Krauser-Kawasaki | 44'02"40  | 8    |
| 5    | Jean-François Baldé | Kawasaki         | 44'02"82  | 6    |
| 6    | Walter Villa        | Yamaha           | 44'04"12  | 5    |
| 7    | Massimo Matteoni    | Bimota-Yamaha    | 44'14"95  | 4    |
| 8    | Jacques Cornu       | Yamaha           | 44'15"60  | 3    |
| 9    | Carlo Perugini      | RTM              | 44'29"64  | 2    |
| 10   | Roland Freymond     | Bimota-Yamaha    | 44'30"76  | 1    |
| 11   | Jeffrey Sayle       | Yamaha           | 44'46"37  |      |
| 12   | Alain Röthlisberger | Yamaha           | 44'46"77  |      |
| 13   | Didier de Radiguès  | Yamaha           | 44'52"13  |      |
| 14   | Christian Berthod   | Yamaha           | 44'55"71  |      |
| 15   | Sadao Asami         | Yamaha           | 45'06"41  |      |
| 16   | René Delaby         | Yamaha           | 45'09"76  |      |
| 17   | Edi Stöllinger      | Kawasaki         | 45'16"16  |      |
| 18   | Roland Kopf         | Yamaha           | 45'17"04  |      |
| 19   | Siegfried Minich    | Yamaha           | 45'42"44  |      |
| 20   | Philippe Roussel    | Yamaha           | 45'42"75  |      |
| 21   | Attilio Riondato    | Yamaha           | 46'59"29  |      |
| 22   | Barry Smith         | Yamaha           | +1 Vuelta |      |
| 23   | Yoshimasa Matsumoto | Yamaha           | +1 Vuelta |      |
| Ret  | Patrick Fernandez   | Bimota-Yamaha    | Ret       |      |
| Ret  | Carlos Lavado       | Bimota-Yamaha    | Ret       |      |
| Ret  | Jean-Louis Albera   | Yamaha           | Ret       |      |
| Ret  | Thierry Espié       | Yamaha           | Ret       |      |
| Ret  | Jacques Bolle       | Yamaha           | Ret       |      |
| Ret  | Alan North          | Yamaha           | Ret       |      |
| DNQ  | Graham Young        | Yamaha           | DNQ       |      |
| DNQ  | Eero Hyvärinen      | Yamaha           | DNQ       |      |
| DNQ  | Pekka Nurmi         | Yamaha           | DNQ       |      |
| DNQ  | Armand Gras         | Yamaha           | DNQ       |      |
| DNQ  | Víctor Palomo       | Yamaha           | DNQ       |      |
| DNQ  | Michael Schmid      | Yamaha           | DNQ       |      |
| DNQ  | Werner Hilbk        | Yamaha           | DNQ       |      |
| DNQ  | Klass Hernamdt      | Yamaha           | DNQ       |      |
| DNQ  | Patrick de Radigues | Yamaha TZ        | DNQ       |      |
| DNQ  | Jean-Jacques Fasel  | Yamaha TZ        | DNQ       |      |
| DNQ  | Edwin Weibel        | Yamaha TZ        | DNQ       |      |
| DNQ  | Reinhold Roth       | Yamaha           | DNQ       |      |

## Resultados 250cc
También en el cuarto de litro, el piloto alemán Anton Mang con su Kawasaki se quedó sin su victoria y también esta vez fue superado por un sudafricano Kork Ballington en la última curva. A pesar de todo, Mang continua liderando la clasificación general.
| Pos. | Piloto                 | Moto             | Tiempo     | Pts. |
| ---- | ---------------------- | ---------------- | ---------- | ---- |
| 1    | Kork Ballington        | Kawasaki         | 42'49"72   | 15   |
| 2    | Anton Mang             | Krauser-Kawasaki | 42'51"52   | 12   |
| 3    | Thierry Espié          | Yamaha           | 42'57"64   | 10   |
| 4    | Roland Freymond        | Ad Maiora        | 42'58"40   | 8    |
| 5    | Éric Saul              | Yamaha           | 43'00"23   | 6    |
| 6    | Jacques Cornu          | Yamaha           | 43'10"07   | 5    |
| 7    | Carlos Lavado          | Yamaha           | 43'17"83   | 4    |
| 8    | Roger Sibille          | Yamaha           | 43'20"65   | 3    |
| 9    | Paolo Ferretti         | Yamaha           | 43'31"58   | 2    |
| 10   | André Gouin            | Yamaha           | 43'32"04   | 1    |
| 11   | Jean-Louis Guignabodet | Kawasaki         | 43'33"34   |      |
| 12   | Alain Béraud           | Yamaha           | 43'57"10   |      |
| 13   | Jacques Bolle          | Cotton           | 44'08"09   |      |
| 14   | Jean-Jacques Peyre     | Yamaha           | 44'18"35   |      |
| 15   | Pierro Tocco           | Yamaha           | 44'18"74   |      |
| 16   | Hans Müller            | Yamaha           | 44'28"54   |      |
| 17   | Bernard Gatti          | Yamaha           | 44'34"14   |      |
| 18   | Didier de Radiguès     | Yamaha           | 44'34"98   |      |
| 19   | Harald Bartol          | Yamaha           | 45'05"32   |      |
| 20   | Jean Lafond            | Yamaha           | +2 Vueltas |      |
| Ret  | Jean-François Baldé    | Kawasaki         | Ret        |      |
| Ret  | Jean-Louis Albera      | Yamaha           | Ret        |      |
| Ret  | Jean-Marc Toffolo      | Yamaha           | Ret        |      |
| Ret  | Olivier Bourdil        | Yamaha           | Ret        |      |
| Ret  | Gianpaolo Marchetti    | MBA              | Ret        |      |
| Ret  | Guy Batesti            | Yamaha           | Ret        |      |
| Ret  | Richard Hubin          | Yamaha           | Ret        |      |
| Ret  | Thierry Laurens        | Yamaha           | Ret        |      |
| Ret  | Edi Stöllinger         | Kawasaki         | Ret        |      |
| Ret  | Loris Reggiani         | Yamaha           | Ret        |      |
| DNS  | Alan North             | Yamaha           | DNS        |      |
| DNS  | Jean-Louis Tournadre   | Yamaha           | DNS        |      |
| DNS  | Pierre-Etienne Samin   | Yamaha           | DNS        |      |
| DNQ  | Graham Young           | Yamaha           | DNQ        |      |
| DNQ  | Eero Hyvärinen         | Yamaha           | DNQ        |      |
| DNQ  | Pekka Nurmi            | Yamaha           | DNQ        |      |
| DNQ  | Per-Edvard Carlsson    | Yamaha           | DNQ        |      |
| DNQ  | Bruno Kneubühler       | Yamaha           | DNQ        |      |
| DNQ  | Peter Baláž            | Yamaha           | DNQ        |      |
| DNQ  | Marcelino García       | Yamaha           | DNQ        |      |
| DNQ  | Peter Looijesteijn     | Yamaha           | DNQ        |      |
| DNQ  | Tony Smith             | Yamaha           | DNQ        |      |
| DNQ  | August Auinger         | Yamaha           | DNQ        |      |
| DNQ  | Philippe Barbera       | Yamaha           | DNQ        |      |
| DNQ  | Armand Gras            | Yamaha           | DNQ        |      |
| DNQ  | Philippe Roussel       | Yamaha           | DNQ        |      |
| DNQ  | Michel Rastel          | Yamaha           | DNQ        |      |
| DNQ  | Klass Hernamdt         | Yamaha           | DNQ        |      |
| DNQ  | Jean-Pierre Oudin      | Yamaha           | DNQ        |      |
| DNQ  | Jon Ekerold            | Yamaha           | DNQ        |      |
| DNQ  | Reinhold Roth          | Yamaha           | DNQ        |      |
| DNQ  | Pierluigi Conforti     | Yamaha           | DNQ        |      |
| DNQ  | Eduardo Alemán         | Yamaha           | DNQ        |      |
| DNQ  | Luigi Rimoldi          | Yamaha           | DNQ        |      |
| DNQ  | Graham Singer          | Yamaha           | DNQ        |      |
| DNQ  | Marco Papa             | Yamaha           | DNQ        |      |

## Resultados 125cc
En 125, el español Ángel Nieto obtiene la primera victoria de la temporada y la número 60 en su carrera deportiva. A pesar de todo, Pier Paolo Bianchi sigue liderando cómodamente la clasificación general doblando en puntos a Nieto, que es segundo.
| Pos. | Piloto                 | Moto        | Tiempo      | Pts. |
| ---- | ---------------------- | ----------- | ----------- | ---- |
| 1    | Ángel Nieto            | Minarelli   | 42'23"02    | 15   |
| 2    | Pier Paolo Bianchi     | MBA         | 42'24"75    | 12   |
| 3    | Loris Reggiani         | Minarelli   | 43'03"72    | 10   |
| 4    | Yves Dupont            | MBA         | 43'12"26    | 8    |
| 5    | Hans Müller            | MBA         | 43'16"64    | 6    |
| 6    | Barry Smith            | MBA         | 43'17"22    | 5    |
| 7    | Gianpaolo Marchetti    | MBA         | 43'18"49    | 4    |
| 8    | Peter Looijesteijn     | MBA         | 43'19"92    | 3    |
| 9    | Eugenio Lazzarini      | Iprem       | 43'21"02    | 2    |
| 10   | Jean-Claude Selini     | MBA         | 43'38"59    | 1    |
| 11   | Jean-Louis Guignabodet | MBA         | 43'38"83    |      |
| 12   | Thierry Noblesse       | MBA         | 43'39"03    |      |
| 13   | Stefan Dörflinger      | MBA         | 43'54"41    |      |
| 14   | Michel Galbit          | MBA         | 43'59"06    |      |
| 15   | August Auinger         | MBA         | 44'07"75    |      |
| 16   | Patrick Hérouard       | MBA         | 44'14"85    |      |
| 17   | Paul Bordes            | MBA         | 44'18"72    |      |
| 18   | Matti Kinnunen         | MBA         | 44'20"05    |      |
| 19   | Per-Edvard Carlsson    | MBA         | 44'35"43    |      |
| 20   | Peter Baláž            | MBA         | 44'40"45    |      |
| 21   | Henk van Kessel        | AGV Condor  | 44'43"19    |      |
| 22   | Libero Piccirillio     | MBA         | +1 Vuelta   |      |
| 23   | Bruno Kneubühler       | MBA         | + 4 Vueltas |      |
| Ret  | Guy Bertin             | Motobécane  | Ret         |      |
| Ret  | Harald Bartol          | MBA         | Ret         |      |
| Ret  | Alfred Waibel          | MBA         | Ret         |      |
| Ret  | Gerhard Waibel         | MBA         | Ret         |      |
| Ret  | Iván Palazzese         | MBA         | Ret         |      |
| Ret  | Martin van Soest       | MBA         | Ret         |      |
| DNQ  | Hugo Vignetti          | MBA         | DNQ         |      |
| DNQ  | François Granon        | MBA         | DNQ         |      |
| DNQ  | Maurizio Vitali        | MBA         | DNQ         |      |
| DNQ  | Marcelino García       | Morbidelli  | DNQ         |      |
| DNQ  | Frédéric Michel        | MBA         | DNQ         |      |
| DNQ  | Willy Pérez            | MBA         | DNQ         |      |
| DNQ  | John Kernan            | MBA Spondon | DNQ         |      |
| DNQ  | Joël Guilet            | Aspes       | DNQ         |      |
| DNQ  | K. Rheiner             | MBA         | DNQ         |      |